# Melicope petiolaris
Melicope petiolaris är en vinruteväxtart som beskrevs av Thomas Gordon Hartley. Melicope petiolaris ingår i släktet Melicope och familjen vinruteväxter. Inga underarter finns listade i Catalogue of Life.